# Eurovisiesongfestival 2026
Het Eurovisiesongfestival 2026 is de voorgenomen 70ste editie van het Eurovisiesongfestival. De landenwedstrijd, georganiseerd door de European Broadcasting Union (EBU) en gastzender ORF, zou moeten plaatsvinden in de Wiener Stadthalle in Wenen, Oostenrijk, na de overwinning van dit land in de editie van 2025 met het door solozanger JJ gezongen nummer Wasted love. Eerder organiseerde Oostenrijk het evenement in 1967 en 2015.

## Locatie
De ORF bevestigde meteen na de Oostenrijkse overwinning op het Eurovisiesongfestival dat het de eerstkomende editie mede zou organiseren. De hoofdstad Wenen en de stad Innsbruck dongen naar de locatie van het liedjesfestijn. Uiteindelijk werd gekozen voor de Wiener Stadthalle in Wenen.
De voorgaande twee edities op Oostenrijkse bodem werden ook allebei in Wenen gehouden: in 1967 op de Hofburg en in 2015 eveneens in de Wiener Stadthalle.
1956 · 1957 · 1958 · 1959 · 1960 · 1961 · 1962 · 1963 · 1964 · 1965 · 1966 · 1967 · 1968 · 1969 · 1970 · 1971 · 1972 · 1973 · 1974 · 1975 · 1976 · 1977 · 1978 · 1979 · 1980 · 1981 · 1982 · 1983 · 1984 · 1985 · 1986 · 1987 · 1988 · 1989 · 1990 · 1991 · 1992 · 1993 · 1994 · 1995 · 1996 · 1997 · 1998 · 1999 · 2000 · 2001 · 2002 · 2003 · 2004 · 2005 · 2006 · 2007 · 2008 · 2009 · 2010 · 2011 · 2012 · 2013 · 2014 · 2015 · 2016 · 2017 · 2018 · 2019 · 2020 · 2021 · 2022 · 2023 · 2024 · 2025 · 2026
Zie ook: Junior Eurovisiesongfestival · Eurovision Choir · Eurovisiedansfestival · Eurovision Young Musicians · Eurovision Young Dancers